# Лозовка (Скориковская сельская община)
Лозовка (укр. Лозівка) — село в Скориковской сельской общине Тернопольского района Тернопольской области Украины.
До 2020 года входило в Подволочисский район.
Население по переписи 2001 года составляло 224 человека. Почтовый индекс — 47812. Телефонный код — 3543.